# Xã Columbia, Quận Gibson, Indiana
Xã Columbia (tiếng Anh: Columbia Township) là một xã thuộc quận Gibson, tiểu bang Indiana, Hoa Kỳ. Năm 2010, dân số của xã này là 3.830 người.